# Esteban Jaramillo
Jesús María Esteban Jaramillo Gutiérrez (Abejorral, 2 de septiembre de 1874-Bogotá, 22 de noviembre de 1947) fue un economista, financista, diplomático, escritor, abogado y político colombiano, miembro del Partido Conservador Colombiano. Usó los seudónimos de Inocencio Ramos y Federico Batista.
Jaramillo jugó un importante papel en la economía colombiana de las décadas de 1920 y 1930. Ocupó varios cargos públicos, incluyendo casi todas las carteras ministeriales de Colombia y la gobernación de Antioquia.
Fue Miembro de la Academia Colombiana de la Lengua, de la Academia Colombiana de Historia y de la Academia Colombiana de la Jurisprudencia. Doctor honoris causa de la Universidad Bolivariana. A pesar de ser un estudioso de la economía como ciencia exacta, también destacó como escritor y humanista, al igual que personajes ilustres como Rafael Núñez y Juan Camilo Restrepo.
Es considerado una autoridad en materia económica en América Latina, ya que sorteó con éxito la crisis económica de 1929 y la crisis financiera por la Guerra con Perú de 1932. Dentro de sus medidas económicas destacaron la introducción del impuesto a la renta, la reducción de aranceles para promover la importación de alimentos y el control del gasto fiscal. También sentó las bases para la creación del Banco de la República y de la Contraloría General de la República.

## Biografía
Esteban nació el 2 de septiembre de 1874, en Abejorral, Estado Soberano de Antioquia, en los Estados Unidos de Colombia.
Se graduó de Doctor en Derecho y Ciencias Políticas de la Universidad de Antioquia el 25 de septiembre de 1895. Inició una temprana y exitosa carrera política que lo llevó a ocupar varios cargos políticos a nivel municipal y departamental. Fue juez de su pueblo natal (Abejorral), y luego en el municipio de Fredonia en 1898. Luego pasó a ser secretario de Gobierno de Antioquia bajo el mandato de Rafael María Giraldo entre 1902 y 1903.
Entre el 29 de enero y el 27 febrero de este año ocupó la Gobernación de Antioquia, mientras era designado un titular, bajo el gobierno de José Manuel Marroquín. Marroquín también lo nombró por poco tiempo Ministro de Gobierno, matriculándose completamente en el Partido Conservador por esos tiempos.
En 1904 viaja a la Sorbona de París a estudiar Economía, y aprovechando su estancia en Francia, el presidente conservador Rafael Reyes lo nombró cónsul de Colombia en El Havre. A su regreso al país fue nombrado director del Banco Central, para luego ejercer como Representante a la Cámara y Senador.
Fue Ministro de Agricultura y Comercio de 1918 a 1919 y luego de 1920 a 1921; y del Tesoro, entre 1919 y 1920, y Ministro de Obras Públicas de 1919 a 1921, durante el gobierno de Marco Fidel Suárez, hasta que el mandatario renunció en noviembre de 1921 y el gobierno del designado Jorge Holguín Mallarino lo sustituyó por Nemesio Camacho. Pese al cambio, Holguín lo tuvo como ficha clave de la política económica del país.
Ferviente partidario de la Intervención del Estado en la economía, promovió la fundación de la Caja de Crédito Agrario, Industrial y Minero y el Banco Central Hipotecario. También promovió la fundación del Banco Interamericano de Desarrollo.  En 1918, creó el concepto del impuesto sobre la renta global, establecido luego por una ley de la República que ordenó gravar la renta proveniente del capital con un 3%, la proveniente del capital combinado con la industria en un 2%, y la renta del trabajo con el 1% anual.

### Misión Kemmerer y trabajo económico

Jaramillo y Sumner Welles en Washington.

Por encargo del presidente Pedro Nel Ospina, fue el designado para asesorar y coordinar el trabajo de la Misión Kemmerer en Colombia. El trabajo de esta incluyó un plan que dio pie a la fundación del Banco de la República, la Contraloría General y la Superintendencia Bancaria, esto basado en el modelo de la Reserva Federal de Estados Unidos.
Fue descrito por un ministro británico en Colombia comoː 

"Amigo de los métodos subterráneos en política y en administración. Inescrupuloso, subrepticio, falso y pernicioso, pero cauteloso; un chacal."

No solo tuvo que hacer frente a las críticas extranjeras, sino también nacionales cuando rebajó los impuestos a la importación de alimentos, para permitir un mayor comercio, lo que le valió el reproche de los agricultores locales. Pese a esto, es considerado una de las principales figuras de la época de modernización del estado inaugurada por Ospina.

### Otros gobiernos
Terminado el gobierno Ospina, Jaramillo fue Ministro de Comercio en 1927 y Ministro de Hacienda, durante el gobierno del conservador Miguel Abadía Méndez. En 1927 igualmente fue nombrado miembro de la junta directiva del Banco de la República, estando en el cargo hasta su muerte.
En 1931, el liberal Enrique Olaya Herrera lo volvió a nombrar Ministro de Hacienda, de 1931 a 1934. Durante su segundo ministerio en esta área, trascendió a la historia nacional, gracias a su excelente manejo de la economía nacional durante la Crisis de 1929 y la Guerra con el Perú. Además, fue Presidente de la Federación Colombiana de Cafeteros, creada en 1927.

### Últimos años
Alejado de la política, Jaramillo se desempeñó como miembro de varias juntas directivas en diversas empresas del país, y como catedrático especializado en ciencias financieras, y escritor de varios libros económicos, siendo su obra célebre Tratado de la Hacienda Pública, que lanzó en 1925. También era consultor en materia económica de los gobiernos sucesivos en los que no participó directamente.
Falleció el 22 de noviembre de 1947 a los 73 años en Bogotá, aquejado por una sorpresiva angina de pecho.

## Familia
Esteban era hijo de Pedro Jaramillo Palacio y de María Adelaida Gutiérrez Mejía.
Contrajo matrimonio con María Ferro Peña, con quien tuvo ocho (8) hijosː Roberto, Eduardo, Inés, Teresa, Lucía, Gustavo, Enrique y Daniel Jaramillo Ferro. 

### Descendencia
Su hijo menor, Daniel Jaramillo Ferro, contrajo matrimonio con Leonor Schloss Pombo, miembro de varias familias de prestigio en el país, unión de la cual nació Carlos Esteban Jaramillo Schloss, quien fue magistrado de la Corte Suprema de Justicia de Colombia. Abuelo materno de Menor Schloss era el político Zenón de Pombo, hermano del excanciller Lino de Pombo, ambos hijos del banquero Manuel de Pombo. Los Pombo también eran sobrinos de los nobles españoles Enrique José O'Donnell y Leopoldo O'Donnell, y miembro de las familias Valencia, Arroyo, Hurtado y Arboleda, todas vinculadas al poder desde tiempos de la colonia.

## Legado
En su momento se consideró como una autoridad en ciencias económicas en Latinoamérica, y en la actualidad como uno de los mejores economistas de la historia de Colombia. También destacó en las letras, por lo que se le considera como un economista humanista, al igual que otros importantes economistas colombianos como Rafael Núñez, Luis Ángel Arango, Alfonso López Pumarejo y Carlos Lleras Restrepo.
Su humanismo le valió ser miembro de la Academia Colombiana de la Lengua, de la Academia Colombiana de Historia y de la Academia Colombiana de la Jurisprudencia. En cuanto a su faceta de educador, Jaramillo afirmó una vezː

"Sin desconocer ni amenguar la importancia de la llamada educación práctica, es incontestable que una buena dosis de cultura clásica constituye para el hombre público un auxiliar poderoso, no tanto por lo que le sirve para darles armonía y elegancia a las frases, claridad y precisión a las ideas, cosas de gran valor en las democracias, sino por lo que le brinda las útiles enseñanzas de la ciencia, las grandes lecciones de la historia y el inmenso caudal de cultura filosófica y literaria acumulado por los siglos. Inglaterra es el país de los grandes hombres de Estado, y casi todos ellos han sido insignes humanistas. Parece una anomalía esta afición a las letras en un agente del fisco; pero ya dijo Flaubert que todo notario lleva dentro de sí los despojos de un poeta."

Varias de sus obras se consideran hoy como indispensables para el estudio de la economía en Colombia. De hecho, la facultad de Ciencias Económicas de la Universidad Militar Nueva Granada tiene un retrato en su honor, al igual que una de los auditorios de la institución, ambas en la villa olímpica de Bogotá.